# Meistaraflokkur (1934)
Sezon 1934 był 23. sezonem rywalizacji o mistrzostwo Islandii w piłce nożnej. Drużyna Valur nie obroniła tytułu mistrzowskiego, zdobył go zespół KR, uzyskując w czterech meczach siedem punktów. Ze względu na brak systemu ligowego po sezonie żaden zespół nie spadł ani nie awansował.

## Drużyny
Po sezonie 1933 do czterech drużyn dołączył zespół ÍB Vestmannaeyja, żaden zespół natomiast nie zrezygnował z udziału w lidze, w wyniku czego w sezonie 1934 w rozgrywkach Meistaraflokkur wzięło udział pięć zespołów.
| Uczestnicy poprzedniej edycji                                                                                 | Uczestnicy poprzedniej edycji | Uczestnicy poprzedniej edycji | Uczestnicy poprzedniej edycji |
| --- | ----------------------------- | ----------------------------- | ----------------------------- |
| VAL | Valur                         | 1                             |                               |
| KRE | KR                            | 2                             |                               |
| FRA | Fram                          | 3                             |                               |
| VÍR | Víkingur Reykjavík            | 4                             |                               |
| Dołączenie w sezonie 1934                                                                                     |                               |                               |                               |
| ÍBV | ÍB Vestmannaeyja              |                               |                               |
| Oznaczenia: - kolumna pierwsza – skróty nazw drużyn, - kolumna trzecia – miejsce zajęte w poprzednim sezonie. |                               |                               |                               |

## Tabela
| Lp. | Drużyna            | M | Z | R | P | Bramki | Bramki | +/– | Pkt |
| --- | ------------------ | - | - | - | - | ------ | ------ | --- | --- |
| 1   | KR (M)             | 4 | 3 | 1 | 0 | 12     | 5      | +7  | 7   |
| 2   | Valur              | 4 | 3 | 0 | 1 | 23     | 5      | +18 | 6   |
| 3   | Fram               | 4 | 2 | 1 | 1 | 11     | 5      | +6  | 5   |
| 4   | ÍB Vestmannaeyja   | 4 | 1 | 0 | 3 | 5      | 15     | −10 | 2   |
| 5   | Víkingur Reykjavík | 4 | 0 | 0 | 4 | 4      | 25     | −21 | 0   |

## Wyniki
| Gospodarz \ Gość   | FRA | ÍBV | KRE | VAL | VÍR  |
| Fram               |     | 3:1 | 1:1 |     |      |
| ÍB Vestmannaeyja   |     |     |     | 0:6 | 3:1  |
| KR                 |     | 5:1 |     | 3:2 |      |
| Valur              | 2:1 |     |     |     | 13:1 |
| Víkingur Reykjavík | 1:6 |     | 1:3 |     |      |

Źródło: Knattspyrnusamband Íslands (isl.)
Objaśnienia:
1Drużyna gospodarzy jest wymieniona po lewej stronie tabeli.
Kolory: zielony – zwycięstwo gospodarzy, żółty – remis, różowy – zwycięstwo gości.